# نووو سارایوو
نووو سارایوو (به لاتین: Novo Sarajevo) یک منطقهٔ مسکونی در بوسنی و هرزگوین است. نووو سارایوو ۹٫۹ کیلومتر مربع مساحت و ۶۸٬۸۰۲ نفر جمعیت دارد.